# Nhà thờ chính tòa Quốc gia Washington
Nhà thờ chính tòa Thánh Phêrô và Thánh Phaolô tại Thành phố và Giáo phận Washington (Cathedral Church of Saint Peter and Saint Paul in the City and Diocese of Washington), thường gọi là Thánh đường Quốc gia Washington, là nhà thờ chính tòa của Giáo hội Giám nhiệm tại Washington, D.C., thủ đô của Hoa Kỳ.
Nhà thờ được thiết kế theo phong cách Tân Gothic dựa theo kiến trúc Gothic Anh cuối thế kỷ 14. Đây là nhà thờ lớn thứ hai tại Hoa Kỳ, và là công trình cao thứ 4 tại Washington, D.C. Hằng năm có hơn 270.000 người tới thăm viếng nhà thờ này.

## Chú thích

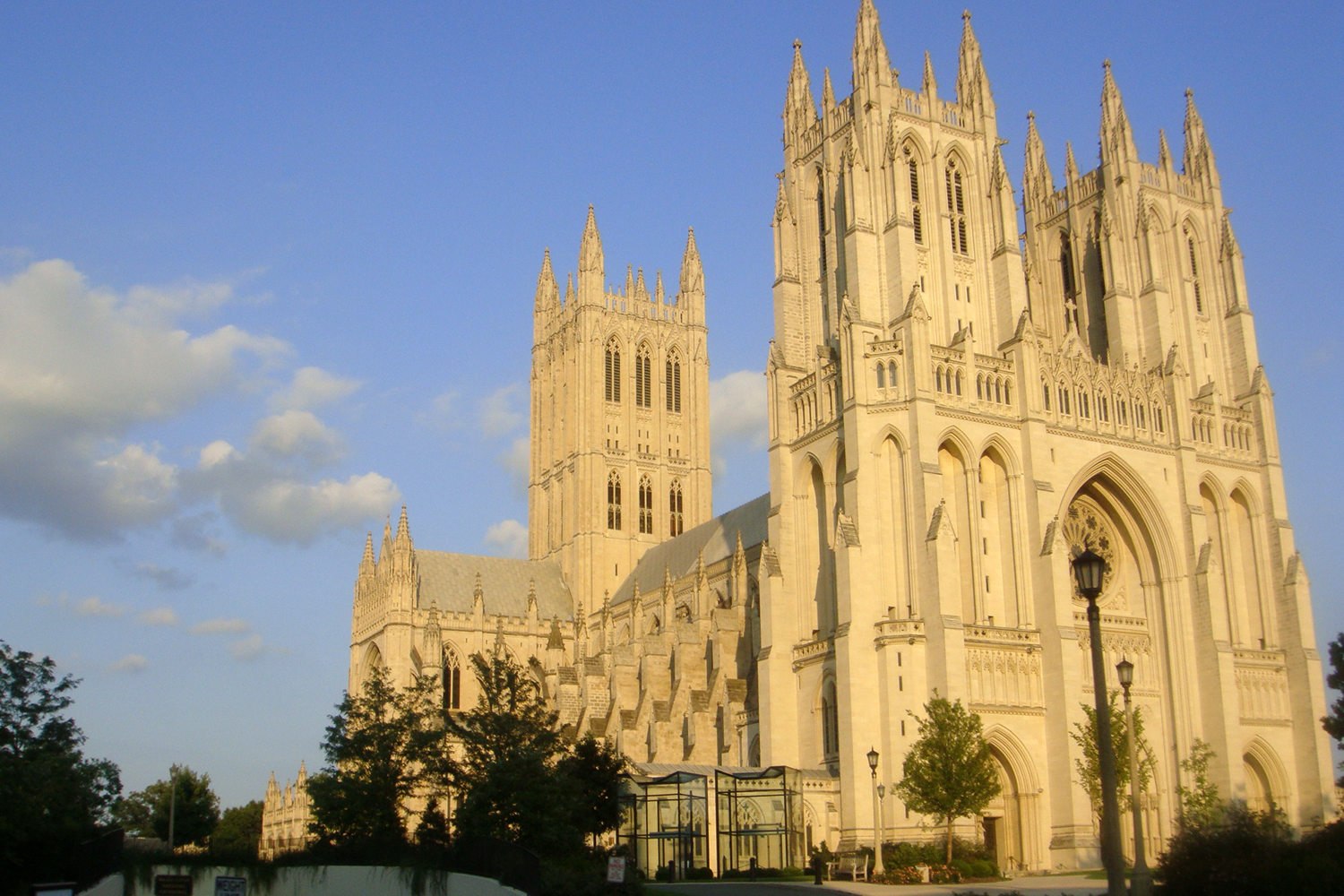